# 張毅 (民国)
張 毅（ちょう き）は、中国の中華民国時代の軍人。北京政府のに属し、当初は安徽派で、後に直隷派に転じた。字は仁甫。

## 事跡
元々は、福建鎮守使李厚基配下の軍人であった。
1914年（民国3年）1月13日、川辺鎮守使に任命される。さらに同月22日に四川省辺東観察使も兼任した。1915年（民国4年）4月、これらの職を辞任した（辺東観察使は廃止）。
1922年（民国11年）11月から1923年（民国12年）5月まで四川塩運使を務める。1924年（民国13年）2月、福建省に転出し、直隷派の督理・督弁である孫伝芳、周蔭人に属した。張毅は廈門鎮守使兼福建陸軍第1師師長に任命されている。
しかし、国民革命軍の北伐を受けて敗北し、張毅は捕虜とされた。第1師は国民革命軍にそのまま接収され、張毅も最終的には中国国民党に投降したとされる。
以後、張毅の行方は不明である。

## 注
1. ↑  来新夏ほか『北洋軍閥史 下冊』 1138頁